# James Dean
James Byron Dean (født 8. februar 1931 i Marion, Indiana, død 30. september 1955 Cholame, Californien) var en amerikansk skuespiller. Han omkom ved en trafikulykke kort efter indspilningen af filmen Giganten og blev efterfølgende genstand for en voldsom idoldyrkelse.
James Dean optrådte første gang på tv i en reklame for Pepsi Cola i 1950. Kort efter indledte han en filmkarriere, hvor særligt filmene Vildt blod (originaltitel: Rebel without a Cause) og Øst for Paradis (originaltitel East of Eden) gjorde Dean til et ungdomsikon.
James Dean blev den første skuespiller, der efter sin død blev nomineret til en Oscar, nemlig Oscar for bedste mandlige hovedrolle for præstationen i Øst for Paradis. Dean blev året efter atter nomineret til en Oscar for sin rolle i Giganten.

## Filmografi
- Fixed Bayonets! (1951)
- Sailor Beware (1952)
- Has Anybody Seen My Gal? (1952)
- Muntert besvær (1953, statist som fodboldtilskuer; ikke krediteret)
- Vildt blod (1955)
- Øst for Paradis (1955)
- Giganten (1956)